# Телевизионная станция

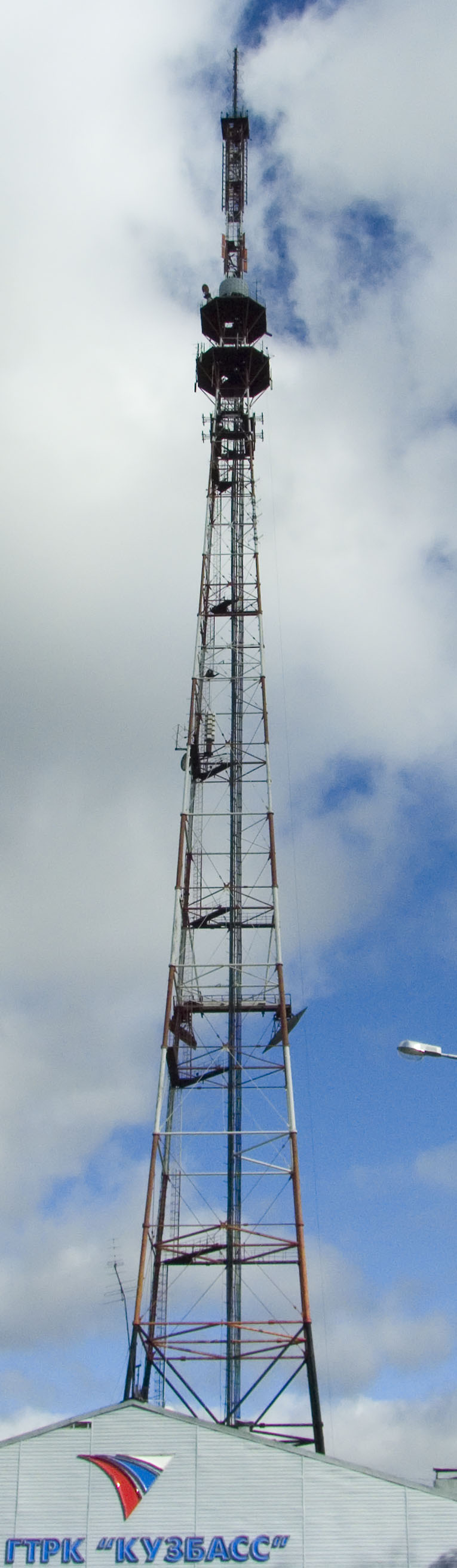
Кемеровская телемачта

Телевизионная станция (англ. Television station) — комплекс устройств и сооружений, служащих для подготовки программ телевизионного вещания или (и) их передачи посредством радиоволн.
Подразделяются на:
- программные, обычно называемые телецентрами
- передающие, называемые также ретрансляционными

Комплекс устройств и сооружений объединяющих в себе вещательный радиоцентр и телестанцию называется радиотелестанцией (передающей телестанцией, ретрансляционной радиотелестанцией, англ. transmitting station, в России — радиотелевизионной передающей станцией), однако во многих странах как для обозначения устройства для формирования радиочастотного сигнала, так и комплекса устройств и сооружений для передачи программ телевизионного и радиовещания используется термин «передатчик» (нем. sender, фр. Émetteur de radiofréquences, ит. trasmettitore).
Передающая станция состоит из телевизионных радиопередатчиков, подсоединённой к ним (фидерами) передающая телевизионной антенны, размещенной на телевизионной башне или телевизионной мачте и соответствующей контрольно-измерительной аппаратуры.

## Руководство телевизионными станциями
В странах Европы, Азии и Африки руководство передающими телестанциями и радиотелестанциями осуществляют акционерные общества («Теледиффузион», «Дойче Функтурм», «РАИ Вай») или директоры телецентров (часть передающих радиотелестанций в Германии), ранее в части этих стран — министерство связи (часть передающих радиотелестанций в Германии). В США и странах Латинской Америки передающие телестанции и программные телецентры управляются общими директорами.

## Телевизионные станции в России
В России до 1991 года не было общереспубликанской передающей телестанции, на её территории размещалась Общесоюзная радиотелевизионная передающая станция СССР и множество местных радиотелевизионных передающих станций. Изначально все телевизионные передающие станции руководились директорами телецентров. В 1960 году Московский телецентр был передан Государственному комитету Совета министров СССР по радиовещанию и телевидению, а его передающая часть в качестве Общесоюзной радиотелевизионной передающей станции (с 1988 года — Главного центра радиовещания и телевидения), осталась в составе Министерства связи СССР и получила собственного директора, в 1969 году все местные телецентры были переданы комитетам по телевидению и радиовещанию при советах министров АССР, краёв и областей, а передающая часть каждого из них была осталась в составе управления связи АССР (с 1975 года — Производственно-технического управления связи), края или области и также получила собственного директора, с 1975 года непосредственное руководство ими стали осуществлять директора радиотелевизионных передающих центров АССР, краёв и областей.
В 1992 году Главный центр радиовещания телевидения и все местные радиотелевизионные передающие центры находящиеся на территории России были переданы в подчинение Министерства связи Российской федерации, в 1998 году — в подчинении Всероссийской государственной телерадиокомпании, с 2002 года и по сей день находятся по руководством Федерального государственного унитарного предприятия «Российская телевизионная и радиовещательная сеть».